# روبرت درو (مؤلف)
روبرت درو (بالإنجليزية: Robert Drewe)‏ (9 يناير 1943، ملبورن في أستراليا)؛ كاتب وروائي أسترالي.